# Red River (dopływ jeziora Winnipeg)
Red River (fr. Rivière Rouge) – rzeka w USA i Kanadzie. Długość 885 km, średni przepływ 240 m³/s, powierzchnia dorzecza 297 000 km². W Stanach Zjednoczonych często używa się nazwy Red River of the North dla odróżnienia od tak samo nazywającej się rzeki na granicy stanów Teksas i Oklahoma.

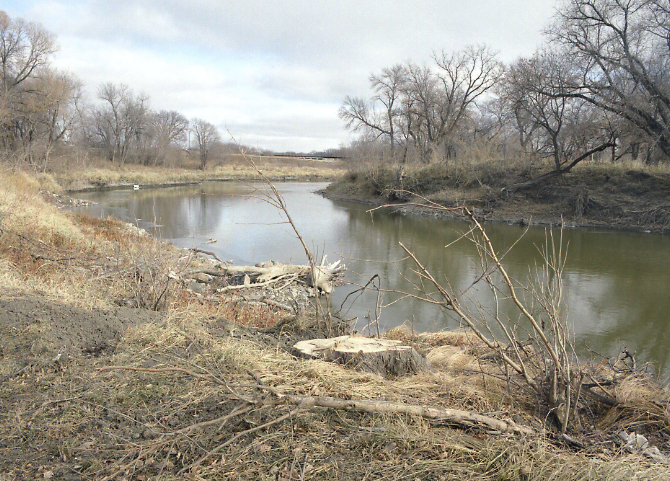
Rzeka Red

Rzeka ta powstaje z połączenia rzek Bois de Sioux oraz Otter Tail, a uchodzi do jeziora Winnipeg.
Od miasta Fargo Red River jest żeglowna. 
Główne miasto nad rzeką Red River to Winnipeg.